# Jimmie Rivera
James Ernesto Rivera (Ramsey, 29 giugno 1989) è un lottatore di arti marziali miste statunitense.
Combatte nella categoria dei pesi gallo per l'organizzazione statunitense UFC. In passato ha militato nelle promozioni Bellator, WSOF e KOTC, dove è stato campione di categoria.

## Biografia
Di origini portoricane e italiane, nasce nel comune di Ramsey.

## Stile di combattimento
Rivera un lottatore completo che fa dello striking, della lotta libera e del grappling i suoi punti di forza. Non è tuttavia noto come finalizzatore, con gran parte delle sue vittorie arrivate per decisione dei giudici di gara.

## Carriera nelle arti marziali miste

### Ultimate Fighting Championship
Dopo aver raggiunto un record di sedici vittorie e una sconfitta, nell'estate del 2015 è messo sotto contratto dalla federazione UFC, la più importante nel panorama mondiale. Il suo esordio avviene il 18 luglio dello stesso anno a UFC Fight Night 72, dove finalizza Marcus Brimage per KO al primo round.
Successivamente inizia a scalare la classifica di categoria grazie a vittorie contro esperti avversari come Pedro Munhoz, Iuri Alcântara e l'ex campione dei gallo Urijah Faber. Superato poi anche Thomas Almeida, il 1º giugno 2018 affronta il brasiliano Marlon Moraes a UFC Fight Night 131, con il palio la possibilità di sfidare il vincente fra Dillashaw e Garbrandt in un match titolato. L'incontro si conclude per KO in soli 33 secondi quando Rivera, atterrato da un calcio alla testa, è finalizzato in ground and pound grazie ad una serie aggressiva di colpi. Si tratta della prima occasione in cui è fermato prima del limite.

## Risultati nelle arti marziali miste
| Risultato | Record | Avversario          | Metodo                           | Evento                                   | Data              | Round | Tempo | Città                                   | Note                                                        |
| --------- | ------ | ------------------- | -------------------------------- | ---------------------------------------- | ----------------- | ----- | ----- | --------------------------------------- | ----------------------------------------------------------- |
| Sconfitta | 23-5   | Pedro Munhoz        | Decisione (unanime)              | UFC Fight Night: Rozenstruik vs. Gane    | 27 Febbraio 2021  | 3     | 5:00  | Las Vegas, Stati Uniti                  | Fight of the Night                                          |
| Vittoria  | 23-4   | Cody Stamann        | Decisione (unanime)              | UFC on ESPN: Kattar vs. Ige              | 16 Luglio 2020    | 3     | 5:00  | Abu Dhabi, Emirati Arabi                |                                                             |
| Sconfitta | 22-4   | Petr Yan            | Decisione (unanime)              | UFC 238: Cejudo vs. Moraes               | 8 Giugno 2019     | 3     | 5:00  | Chicago, Stati Uniti                    |                                                             |
| Sconfitta | 22-3   | Aljamain Sterling   | Decisione (unanime)              | UFC on ESPN: Ngannou vs. Velasquez       | 17 Febbraio 2019  | 3     | 5:00  | Arizona, Stati Uniti                    |                                                             |
| Vittoria  | 22-2   | John Dodson         | Decisione (unanime)              | UFC 228: Woodley vs. Till                | 8 Settembre 2018  | 3     | 5:00  | Dallas, Stati Uniti                     |                                                             |
| Sconfitta | 21-2   | Marlon Moraes       | KO (calcio alla testa e pugni)   | UFC Fight Night: Rivera vs. Moraes       | 1 Giugno 2018     | 1     | 0:33  | Utica, Australia                        |                                                             |
| Vittoria  | 21-1   | Thomas Almeida      | Decisione (unanime)              | UFC on Fox: Weidman vs. Gastelum         | 22 luglio 2017    | 3     | 5:00  | Uniondale, Stati Uniti                  |                                                             |
| Vittoria  | 20-1   | Urijah Faber        | Decisione (unanime)              | UFC 203: Miocic vs. Overeem              | 10 settembre 2016 | 3     | 5:00  | Cleveland, Stati Uniti                  |                                                             |
| Vittoria  | 19-1   | Iuri Alcântara      | Decisione (unanime)              | UFC on Fox: Johnson vs. Bader            | 30 gennaio 2016   | 3     | 5:00  | Newark, Stati Uniti                     | Fight of the Night.                                         |
| Vittoria  | 18-1   | Pedro Munhoz        | Decisione (non unanime)          | UFC Fight Night: Belfort vs. Henderson 3 | 7 novembre 2015   | 3     | 5:00  | San Paolo, Brasile                      |                                                             |
| Vittoria  | 17-1   | Marcus Brimage      | KO (pugni)                       | UFC Fight Night: Bisping vs. Leites      | 18 luglio 2015    | 1     | 1:29  | Glasgow, Scozia                         |                                                             |
| Vittoria  | 16-1   | Carson Beebe        | KO (pugni)                       | CFFC 48: Good vs. Burrell                | 9 Maggio 2015     | 1     | 0:16  | Atlantic City, New Jersey,, Stati Uniti | Ha difeso il Titolo vacante CFFC Bantamweight               |
| Vittoria  | 15-1   | Anthony Durnell     | KO tecnico (pugni)               | CFFC 43: Webb vs. Good                   | 1 Novembre 2014   | 3     | 3:22  | Atlantic City, New Jersey,, Stati Uniti | Ha vinto il Titolo vacante CFFC Bantamweight                |
| Vittoria  | 14-1   | Cody Stevens        | Decisione (unanime)              | CFFC 35: Heckman vs. Makashvili          | 26 Aprile 2014    | 3     | 5:00  | Atlantic City, New Jersey,, Stati Uniti |                                                             |
| Vittoria  | 13-1   | Sidemar Honório     | Decisione (unanime)              | WSOF 5                                   | 14 Settembre 2013 | 3     | 5:00  | Atlantic City, New Jersey,, Stati Uniti |                                                             |
| Vittoria  | 12-1   | Brian Kelleher      | Decisione (unanime)              | Bellator 95                              | 4 Aprile 2013     | 3     | 5:00  | Atlantic City, New Jersey,, Stati Uniti | Catchweight (140 lb)                                        |
| Vittoria  | 11-1   | Jesse Brock         | Decisione (unanime)              | Bellator 83                              | 7 Dicembre 2012   | 3     | 5:00  | Atlantic City, New Jersey,, Stati Uniti |                                                             |
| Vittoria  | 10-1   | Joel Roberts        | Decisione (unanime)              | Ring of Combat 42                        | 14 Settembre 2012 | 3     | 5:00  | Atlantic City, New Jersey,, Stati Uniti | Difeso titolo the Ring of Combat Bantamweight Championship. |
| Vittoria  | 9-1    | Justin Hickey       | Decisione (unanime)              | Ring of Combat 41                        | 15 Giugno 2012    | 3     | 5:00  | Atlantic City, New Jersey,, Stati Uniti | Vinto titolo the Ring of Combat Bantamweight Championship.  |
| Vittoria  | 8-1    | Jared Papazian      | Decisione (unanime)              | KOTC: Empire                             | 3 Febbraio 2011   | 3     | 5:00  | California, Stati Uniti                 | Difeso titolo KOTC Flyweight (135 lbs) Championship.        |
| Vittoria  | 7-1    | Abel Cullum         | Decisione (Split)                | KOTC: No Mercy                           | 17 Settembre 2010 | 3     | 5:00  | Mashantucket, Connecticut, Stati Uniti  | Vinto titolo KOTC Flyweight (135 lbs) Championship.         |
| Vittoria  | 6-1    | Carlos David        | KO (pugni)                       | Ring of Combat 29                        | 16 Aprile 2010    | 2     | 2:59  | Atlantic City, New Jersey, Stati Uniti  |                                                             |
| Vittoria  | 5-1    | Claudio Ledesma     | Decisione (unanime)              | UCC 1: Merciless                         | 19 Marzo 2010     | 3     | 5:00  | Atlantic City, New Jersey, Stati Uniti  |                                                             |
| Vittoria  | 4-1    | Nick Garcia         | Decisione (unanime)              | Bellator 11                              | 12 Giugno 2009    | 3     | 5:00  | Uncasville, Connecticut, Stati Uniti    |                                                             |
| Vittoria  | 3-1    | Willie Gates        | Sottomissione (triangle choke)   | Bellator 2                               | 10 Aprile 2009    | 3     | 3:17  | Uncasville, Connecticut, Stati Uniti    |                                                             |
| Vittoria  | 2-1    | Tyler Venice        | Sottomissione (rear-naked choke) | Ring of Combat 23                        | 20 Febbraio 2009  | 2     | 1:13  | Atlantic City, New Jersey,, Stati Uniti | Debutto sui pesi Bantamweight.                              |
| Sconfitta | 1-1    | Jason McLean        | Decisione (Split)                | Ring of Combat 22                        | 21 Novembre 2008  | 3     | 4:00  | Atlantic City, New Jersey, Stati Uniti  | Catchweight (150 lbs) .                                     |
| Vittoria  | 1-0    | Fernando Bernandino | Decisione (Unanime)              | Ring of Combat 21                        | 12 Settembre 2008 | 2     | 4:00  | Atlantic City, New Jersey,, Stati Uniti | Catchweight (150 lbs) .                                     |